# Jean Aymé
Jean Aymé, nato John Louis Meilliard (Ginevra, 25 aprile 1876 – Parigi, 17 gennaio 1963), è stato un attore francese.

## Biografia
Nato in Svizzera nel 1876, Jean Aymé (o Jean Ayme), cominciò a lavorare come attore di cinema nel 1911 per la Gaumont, diretto da Louis Feuillade, regista che lo fece entrare nella sua squadra di attori preferiti.
Nel 1913, fu tra i protagonisti del serial in tre episodi Rocambole diretto da Georges Denola dal romanzo di Pierre-Alexis Ponson du Terrail. Nel 1915, Feuillade gli affidò il ruolo del primo Grande Vampiro in sei degli episodi del suo Les Vampires.
Nella sua carriera, durata fino al 1950, Aymé girò una settantina di pellicole e fu regista, nel 1919, di Les Étapes d'une douleur.

## Filmografia

### Attore (parziale)
- Les Vipères, regia di Louis Feuillade (1911)
- La Fille du juge d'instruction, regia di Louis Feuillade (1911)
- Fidélité romaine, regia di Louis Feuillade (1911)
- La Souris blanche, regia di Louis Feuillade (1911)
- La Suspicion, regia di Louis Feuillade (1911)
- La Fille du juge d'instruction, regia di Louis Feuillade (1911)
- La Tare, regia di Louis Feuillade (1911)
- Héliogabale (o L'Orgie romaine), regia di Louis Feuillade (1911)
- Le Mort vivant, regia di Louis Feuillade (1912)
- Graziella la gitane, regia di Léonce Perret (1912)
- Les Vampires, regia di Louis Feuillade (1915)
- Les Vampires: La Tête coupée, regia di Louis Feuillade (1915)
- Les Vampires: La Bague qui tue, regia di Louis Feuillade (1915)
- Les Vampires: Le Cryptogramme rouge, regia di Louis Feuillade (1915)
- Les Vampires: Le Spectre, regia di Louis Feuillade (1916)
- Les Vampires: L'Evasion du mort, regia di Louis Feuillade (1916)
- Les Vampires: Les Yeux qui fascinent, regia di Louis Feuillade (1916)
- Lorena, regia di Georges Tréville (1918)
- La figlia del reggimento (Die Tochter des Regiments o Die Regimentstochter), regia di Carl Lamac (1933)
- La Fille du régiment (La Fille du régiment), diretto da Pierre Billon, Carl Lamac (1933)
- Fantomas contro Fantomas (Fantômas contre Fantômas), regia di Robert Vernay (1949)

### Regista
- Les Étapes d'une douleur